# Vemmetofte Sogn
Vemmetofte Sogn 
ist eine Kirchspielsgemeinde (dän.: Sogn)
auf der Insel Sjælland im südlichen Dänemark. Sie entstand 1735 durch Abspaltung aus dem Spjellerup Sogn.
Bis 1970 gehörte sie zur Harde Fakse Herred im damaligen Præstø Amt, danach zur Fakse Kommune im Storstrøms Amt, die im Zuge der  Kommunalreform zum 1. Januar 2007 in der Faxe Kommune in der Region Sjælland aufgegangen ist.
Im Kirchspiel leben 116 Einwohner (Stand: 1. Januar 2023).
Im Kirchspiel liegt die Kirche „Vemmetofte Klosterkirke“.
Nachbargemeinden sind im Westen Hylleholt Sogn, im Norden Spjellerup Sogn und im Osten Smerup Sogn.

## Persönlichkeiten
- Theodora Linderstrøm-Lang (* 1855 in Vemmetofte Sogn; † 1935 in Silkeborg), Reformpädagogin und Frauenrechtlerin.